# Argyrostrotis herbicola
Argyrostrotis herbicola är en fjärilsart som beskrevs av Achille Guenée 1852. Argyrostrotis herbicola ingår i släktet Argyrostrotis och familjen nattflyn. Inga underarter finns listade i Catalogue of Life.